# Biskupi Astany
Biskupi Astany – biskup diecezjalny i biskup pomocniczy administratury apostolskiej Astany, a od 2003 archidiecezji Najświętszej Maryi Panny.

## Biskupi

### Biskup diecezjalny
| Lata urzędowania | Biskup | Biskup      | Uwagi                                                                   |
| ---------------- | ------ | ----------- | ----------------------------------------------------------------------- |
| od 1999          |        | Tomasz Peta | administrator Astany w latach 1999–2003, od 2003 arcybiskup metropolita |

### Biskup pomocniczy
| Lata urzędowania | Biskup | Biskup                   | Uwagi |
| ---------------- | ------ | ------------------------ | ----- |
| od 2011          |        | Athanasius Schneider ORC |       |